# Жан Ефел
Жан Ефел, истинско име Франсоа Люжен (на френски: Jean Effel) е френски художник, карикатурист, илюстратор и журналист. Най-вече той се смята за журналист и политически коментатор. Псевдонимът му е създаден от инициалите му — Ф.Л.

## Биография
Роден е на 12 февруари 1908 г. в Париж и завършва изкуство, музика и философия. Въпреки всички усилия на баща му да наследи неговата търговия, Ефел избира пътя на професионалния художник. Той често рисува за френския вестник Юманите и е автор на илюстрациите на басните на Жан дьо Лафонтен.
Цикълът комикси Създаването на света се счита за най-великата му творба. Целият цикъл включва пет книги: Le Ciel et la Terre (Небе и Земя), Les Plantes et Animaux (Растения и животни), L'Homme (Човек), La Femme (Жена) and Le Roman d'Adam et Eve (Историята на Адам и Ева). Сред неговите важни творби са колекцията антифашистки карикатури от 1935 г. и комикса Когато животните още говореха от 1953 г.
Картините на Ефел са лесни за четене, свежи и хумористични и носят неговия лесно разпознаем подпис с малка маргаритка в долния десен ъгъл, който показва добродушния възглед на автора.
Жан Ефел има близки връзки със СССР и Чехословакия и е дългогодишен председател на Дружеството за френско-чехословашко приятелство. Той получава Ленинската награда за мир през 1967 г. Умира в Париж на 16 октомври 1982 г.

## Творби
- 1935 – колекция от антифашистки карикатури
- 1944 – Turelune le Cornepipeux – приказка
- 1945 – Създаването на света
- 1953 – Когато животните още говореха